# Photoscotosia penguionaria
Photoscotosia penguionaria là một loài bướm đêm trong họ Geometridae.